# Philippe Ledru
Pour les articles homonymes, voir Nicolas-Philippe Ledru et Ledru.
Philippe Ledru, né à Lisieux dans le Calvados en 1942, est un photographe français.

## Biographie
Philippe Ledru est né en 1942. Après des études d'architecture puis d'Ars décoratifs, il part pour la coopération au Congo Brazzaville. Il travaille alors pour l'UNESCO et décide de devenir photographe. Il fait alors des reportages en Afrique du Sud, puis voyage en Angola et au Mozambique, avant de revenir à Paris en 1973. Engagé par l'agence Sygma, il part alors en Indonésie et au Cambodge.  Il couvre le Festival de Cannes et de Deauville, et réalise des photographies pour des pochettes d'album pour Sheila, Alain Chamfort ou Claude François. Ses reportages sont publiés dans de nombreux magazines en France et à l'étranger (Paris Match, L'Express, Time, Newsweek, etc).

## Expositions
- 2019 : galerie Balouka, Trouville-sur-Mer[5]